# Line Fruensgaard
Line Widt Fruensgaard, tidigare Daugaard, född 17 juli 1978 i Herning, är en dansk tidigare handbollsspelare som spelade som vänstersexa.

## Karriär
Fruensgaard började med att spela handboll, då hon var 8-9 år. Hon spelade i Ikast/Bording EH, hela sin karriär, bortsett från säsongen 2000/2001, då hon spelade i Brabrand IF. Med Ikast Bording EH har hon vunnit  City Cup 1998, DM 1998,  EHF cup 2002, Cup Winners Cup 2004 och danske pokalturneringen tre gånger. Line Fruensgaard utvaldes som ligans bästa vänstersexa  2002.  

### Landslagskarriär
Fruensgaard har spelat  103 matcher och gjort 307 mål for landslaget. Hon debuterade i landslaget den 8 september 1999 mot Norge. Hon slutade i landslaget efter OS 2004 innan  EM 2004 i Ungern. Hon ingick dessförinnan i det danska lag som tog OS-guld i samband med OS 2004 i Aten. Med landslaget i EM 2002  vann hon med Danmark. Line Daugaard  blev uttagen i All Star Team vid OS 2004 och också vid EM 2002.

### Slutet på karriären
Hon hade kontrakt med Ikast/Bording EH till 30 juni 2008, men tog ledigt för i augusti 2006 födde hon barn. Hon återupptog karriären  i januari 2007. Hon spelade sedan i Ikast till 2010 men då valde hon att sluta sin karriär.

## Klubbar
- Ikast FS  (-2000)
- Brabrandt IF (2000-2001)
- Ikast FS (med olika namn, samma klubb (2001-2010)

## Meriter
- DM-guld 1998 med Ikast FS
- City Cup (numera Challange Cup) 1998
- EHF Cupen 2002
- Cup Winners Cup 2004
- OS-guld 2004 med Danmarks damlandslag i handboll
- EM-guld 2002 med Danmarks damlandslag i handboll